# Die Falltür
Die Falltür (engl. The Trap Door) ist eine Kinderserie mit Knetmännchen, welche zuerst 1984 in Großbritannien erschienen ist. Sie wurde von Terry Brain und Charlie Mills ins Leben gerufen. Es entstanden 2 Staffeln mit zusammen 40 Episoden. Jede Episode umfasste etwa 5 Minuten. Alle Charakterstimmen des englischen Originals wurden von Willie Rushton synchronisiert. Die Titelmelodie ist von Bob Heatlie komponiert worden. In Deutschland wurde es über Super RTL im Zeitraum 1995 bis 1998 ausgestrahlt. Hauptdarsteller ist dabei Berk, der Diener des „Wesens von oben“.

## Charaktere
- Berk, Diener des „Wesens von oben“. Er ist eine blaue rundliche Kreatur und liebt es, exotische Gerichte in seiner Küche zu kochen, sollte mal nicht ein Monster aus der Falltür kommen, um Unheil zu stiften.
- Boni, Berks bester Freund. Er ist ein redender Schädel (deswegen auch der Name „boney“), der die meiste Zeit in einer Nische in der Haupthalle des Schlosses verbringt.
- Trudi (engl. Drutt), Berks Hausspinne. Sie produziert oft genug Ärger, wenn sie Würmern hinterherjagt. Etwa ab der Hälfte der 40 Episoden bekommt Trudi 4 pinke Babys.
- Das Wesen von oben (engl. The Thing Upstairs), Schlossherr, welcher selten seinen Raum verlässt. Er hat immer etwas zu tun für Berk, was normalerweise bedeutet, dass Berk ihm Essen kochen muss.
- Falltür-Monster:
  - Roggi, eine große pinke Kreatur. Er ist nicht intelligent, mag aber Berk und hilft ihm in vielen brenzligen Situationen.
  - Bubo, eine mysteriöse kleine gelbe Kreatur, welche sich unsichtbar machen kann. Er ist einer der Widersacher Berks.

## Handlung
Berk, Boni und Trudi leben in einem Schloss in einer „dunklen und unheimlichen Gegend, wo niemand hingeht“. Berk ist dabei der Diener des „Wesens von oben“. In fast jeder Episode kommt etwas aus der Falltür, die sich im Flur des Kellers befindet. Oft erscheint darauf eine freundliche Kreatur, die Berk hilft, die Kreatur aus der Falltür in die Falltür zurückzudrängen.

## Videospiele
1986 erschienen die Spiele The Trap Door und kurz darauf der Nachfolger Through The Trap Door für den ZX Spectrum, den Amstrad CPC und den Commodore 64.